# Shahrestān di Shahindej
Lo shahrestān di Shahindej (farsi شهرستان شاهین‌دژ) è uno dei 17 shahrestān dell'Azarbaijan occidentale, in Iran. Il capoluogo è Shahindej. Lo shahrestān è suddiviso in 2 circoscrizioni (bakhsh): 
- Centrale (بخش مرکزی)
- Keshavorz (بخش كشاورز)